# Pristimantis cavernibardus
Pristimantis cavernibardus är en groddjursart som först beskrevs av Myers och Donnelly 1997.  Pristimantis cavernibardus ingår i släktet Pristimantis och familjen Strabomantidae. Inga underarter finns listade i Catalogue of Life.